# チャッターバー

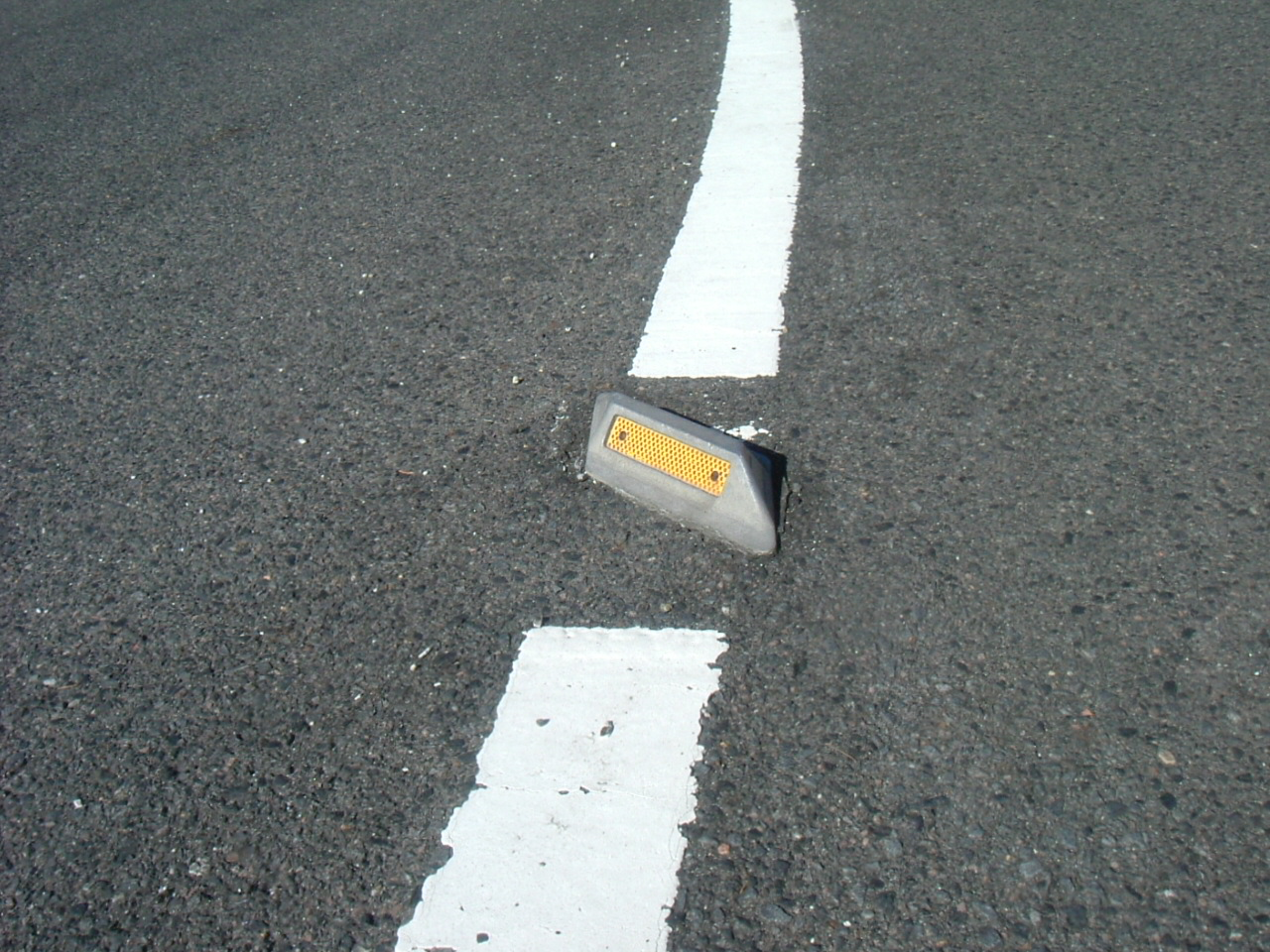
チャッターバー

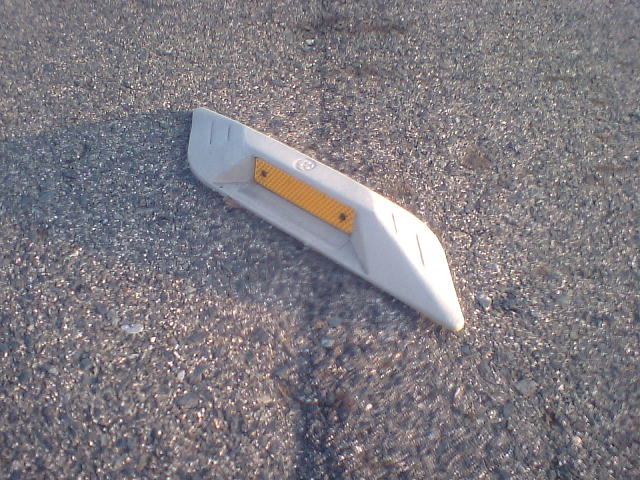
チャッターバー

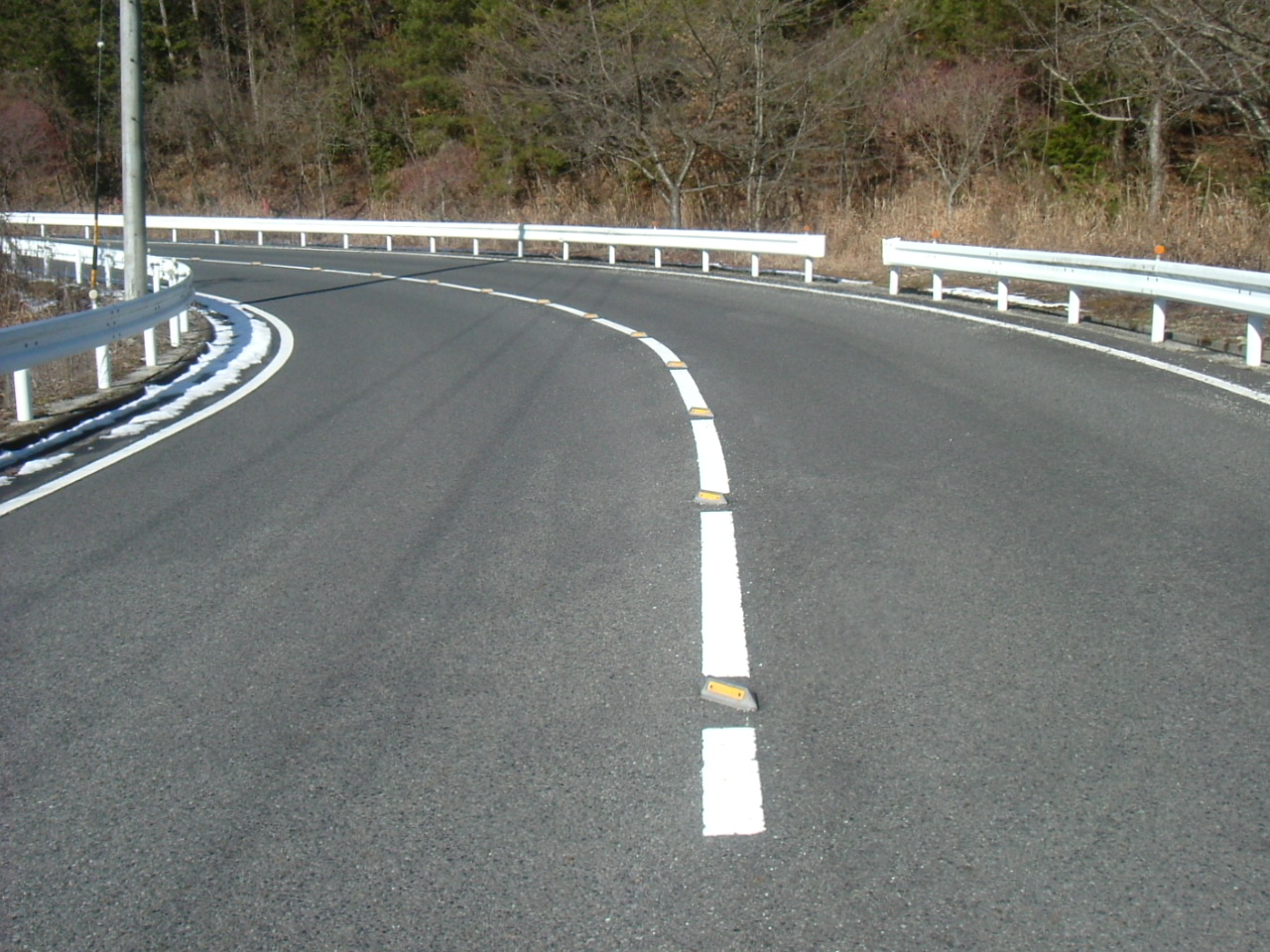
峠道のチャッターバー設置例

チャッターバー (英: Chatter bar) とは、道路区画線の中央線上や導流帯上などに、速度を落とさせる目的や車線外への逸脱を防ぐ目的で設置される、大型で細長い道路鋲のことである。チャッター(chatter)とは「がたがた音を立てる」といった意味の英語。似たものでキャッツアイがあるが目的と形状が異なる。

## 概要
追い越し禁止区間の道路や、対向車が視認しづらいカーブの連続する峠道などに、対向車線にはみ出すような走行を抑止するために設置されている例が多い。
走行中に乗り上げると連続的に大きな衝撃と音が車内に響き、車線外への逸脱を運転者に警告し、脇見や居眠り運転などによる事故を抑止する。また、運転者が車体への衝撃を嫌って、乗り上げないよう注意して運転することを促す視覚的な効果を期待するものである。
上から見おろすとよく分かるが、形状が平行四辺形になっており、短い側の2辺を道路進行方向に対して平行に設置すると、長い側の2辺が進行方向左斜め前方を向くようになっている（逆向きになっているものもある）。これは、意図しない状況で自動車の車輪がチャッターバーに乗り上げた場合、対向車線にはみ出さないよう自動的にハンドルが左に切れ、強制的に走行している車線へ車体を戻して平常走行を回復させるためである。また、乗り越えてしまい車線をまたいだまま走っても、自車の車線に復する場合には、衝撃が少なくて済む。
車高の低い自動車や大径の偏平タイヤを装着した自動車の場合、乗り上げると車体やタイヤ、ホイールに損傷を与える場合がある。また、二輪車では転倒する危険性が高いため、特に注意を要する。
本体の材質はアルミニウムの鋳造製が多いが、ゴム製やコンクリート製などもある。夜間の視認性向上のために再帰反射式の反射板や反射シートなどを組込んだ反射式と非反射式がある。

## 施工性
底面には2本の脚が付いており、路面に穴を開けて専用の接着剤またはコンクリートを塗布し開口部に脚を挿し込み固定されており、容易に外れないようになっている。なお、積雪の多い地方では冬季に除雪作業の支障となったり、作業時に破壊してしまう恐れがあるために着脱式とし、秋に取り外し春に再度設置するなどしている。

## 暴走対策
日本では2000年代以降、ドリフト走行などの暴走運転対策の一つとしてチャッターバーが施工されるようになった。